# Rumex pseudoxyria
Rumex pseudoxyria là một loài thực vật có hoa trong họ Rau răm. Loài này được A.P. Khokhr. miêu tả khoa học đầu tiên.